# 瀬木庸介
瀨木 庸介（せき ようすけ、1930年5月10日 - 1999年3月1日）は、博報堂の代表取締役社長、白光真宏会理事長。本名は 瀨木 博親（せき ひろちか）。東京都出身。

## 経歴
1952年に成蹊大学政経学部を卒業と同時にアメリカ合衆国で広告事業を研究する為ボストン大学に留学、1954年に卒業しコロンビア大学大学院に進む。修了後、博報堂に入社。1957年に取締役。1960年に専務取締役を経て1966年1月に同社の代表取締役社長に就任し経営の近代化を図る。1972年に退任し義甥の妻で白光真宏会の第2代会長・西園寺昌美とその養父で白光真宏会の開祖・五井昌久に師事。1年後の1973年に白光真宏会を設立し理事長に就任。また博報児童教育振興会や五井平和財団の設立にも尽力した。
1999年3月1日午前0時25分、直腸癌のため東京都新宿区の病院で死亡（享年68歳）。

## 家族
- 祖父・瀬木博尚（博報堂創業者）
- 父・瀬木博信（博報堂2代目社長）[3]
- 叔父・瀬木博政（博報堂初代会長）
- 妹・石坂きみ子（石坂泰三の四男・泰彦の妻）[4]
- 妹・田中久美子（田中龍夫の次男・卓治の妻）[4]
- 妻・瀬木美菜子（鮎川義介の次女）[4]
- 長男・瀬木能章（小田急百貨店勤務）[3]
- 次男・瀬木貴正（本田技研工業勤務）[3]
- 義姉・西園寺春子（鮎川義介の長女、西園寺不二男に嫁ぐ）[4]
- 義兄・鮎川弥一（鮎川義介の長男、テクノベンチャー創業者）[4]
- 義兄・鮎川金次郎（鮎川義介の次男、政治家）[4]
- 義甥・鮎川純太（鮎川弥一の長男、テクノベンチャー会長、杉田かおるの元夫）[3]
- 義甥・西園寺裕夫（西園寺・春子夫妻の次男、西園寺昌美の夫）[5]

## 著書
- 瀬木庸介『宇宙から届いたマニュアル』白光真宏会、1997年7月。ISBN 4892141259。
- 瀬木庸介『夜明けはもう間近い』河出書房、1999年11月19日。ISBN 978-4-309-23059-7。
- 瀬木庸介『人が神に出会う時』河出書房、2000年2月28日。ISBN 978-4-309-23061-0。